# Chapsa pseudophlyctis
Chapsa pseudophlyctis är en lavart som först beskrevs av William Nylander och som fick sitt nu gällande namn av Andreas Frisch. 
Chapsa pseudophlyctis ingår i släktet Chapsa och familjen Graphidaceae. Inga underarter finns listade i Catalogue of Life.